# 納比沙伊卜山
納比沙伊卜山（阿拉伯语：‎，意为先知舒阿卜之山）是一座位于也门萨那省的山。它是也门最高的山，同时也是阿拉伯半岛最高的山。
納比沙伊卜山的海拔高度常被说成3760米，但根据航天飞机雷达地形测量任务（SRTM）以及一些较新的数据，该山的海拔高度应为3666米。